# G-дельта-множество
G-дельта-множество ({\displaystyle G_{\delta }}-множество) — борелевское множество в топологическом пространстве, которое является счётным пересечением открытых множеств. 
Термин происходит от нем. Gebiet, (буквально — область), в данном контексте означает открытое множество, 
а δ означает нем. Durchschnitt — пересечение. 

## Определение
G-дельта-множество есть счётное пересечение открытых подмножеств топологического пространства.

## Примеры
- Открытые множества в любых топологических пространствах.
- Замкнутые множества в метрических пространствах.
- Множество иррациональных чисел на вещественной прямой.
  - При этом множество рациональных чисел на вещественной прямой не является G-дельта-множеством. Последнее следует из теоремы Бэра.

## Свойства
- Всякое G-дельта-множество является борелевским.
- Пересечение счётного количества G-дельта-множеств является G-дельта-множеством.
- Объединение конечного числа G-дельта-множеств является G-дельта-множествами.
- В метризуемых пространствах замкнутые множества являются G-дельта-множествами.
- Подпространство {\displaystyle A} полного метрического пространства допускает эквивалентную полную метрику тогда и только тогда, когда {\displaystyle A} есть G-дельта-множество.